# جينكس
جينكس (ولدت بأسم باودر) هي شخصية خيالية في لعبة ليغ أوف ليجيندز،ظهرت لأول مرة كشخصية قابلة للعب في اللعبة ومن ثم ظهرت كشخصية رئيسية في مسلسل الرسوم المتحركة آركين.جينكس هي مجرمة من مدينة زون وهي الأخت الأصغر لفاي.تم كتابة خلفية وقصة جينكس من قبل غراهام مكنيل.
في إطار الترويج لمسلسل آركين ظهرت كشخصية قابلة للعب في ببجي موبايل، فورتنايت وأمونغ آس.